# Bracon interruptus
Bracon interruptus är en stekelart som beskrevs av Gaspard Auguste Brullé 1846. Bracon interruptus ingår i släktet Bracon och familjen bracksteklar. Inga underarter finns listade.